# Condwiramurs
Condwiramurs (auch Kondwiramur oder Condwiramur) stammt vom französischen conduire amour: „Die zur Liebe Hinführende“.
Condwiramurs ist Parzivals Gattin und wird zuletzt als Nachfolgerin von Repanse de Schoye Gralshüterin. Aus diesem Gesichtspunkt deutet ihr Name weniger auf die Liebe zwischen Mann und Frau, sondern auf die göttliche Liebe hin. Gemeinsam zeugen Parzival und sie Zwillinge: Lohengrin und Gardais.
Der Name „Condwiramurs“ wurde zuerst von Wolfram von Eschenbach für Parzivals Gattin verwendet. In älteren Werken hatte sie den Namen „Blanchefleur“, also die weiße Blume. Der inhaltliche Kontext bleibt bei Wolfram jedoch erhalten.